# 威斯康辛州第六國會選區
威斯康辛州第六國會選區是美国威斯康辛州的國會選區之一，當前眾議員為共和黨的格倫·格羅斯曼，2015年上任至今。